# Các chiến dịch Krym 1687 và 1689
Các chiến dịch Krym 1687 và 1689 (tiếng Nga: Крымские походы, Krymskiye pokhody) là hai chiến dịch quân sự của nước Nga Sa hoàng nhằm chống lại Hãn quốc Krym. Hai sự kiện là một phần của Chiến tranh Nga-Thổ Nhĩ Kỳ (1686–1700) và Chiến tranh Nga-Krym. Đây là những binh sĩ đầu tiên của Nga đến gần Krym kể từ năm 1569. Người Nga thất bại do lập kế hoạch kém và vấn đề thực tiễn trong việc di chuyển một lực lượng lớn qua thảo nguyên. Tuy nhiên,  chiến dịch cũng đóng một vai trò quan trọng trong việc ngăn chặn sự bành trướng của Ottoman tại châu Âu. Các chiến dịch gây bất ngờ cho giới lãnh đạo Ottoman, làm hỏng kế hoạch xâm lược Ba Lan và Hungary, đồng thời buộc họ phải di chuyển các lực lượng quan trọng từ châu Âu sang phía đông, điều này đã giúp ích rất nhiều cho Liên minh trong cuộc chiến chống lại quân Ottoman.
Sau khi ký Hiệp định hòa bình vĩnh viễn với Ba Lan vào năm 1686, Nga trở thành thành viên của Liên minh chống Thổ Nhĩ Kỳ ("Liên minh Thần thánh" — Áo, Cộng hòa Venezia và Ba Lan), họ đang đẩy người Thổ Nhĩ Kỳ về phía nam sau khi giành thắng lợi tại Wien năm 1683. Vai trò của Nga vào năm 1687 là gửi một đội quân về phía nam tới Perekop để kìm hãm người Krym phải ở bên trong biên giới của mình.

## Chiến dịch thứ nhất
Vào ngày 18 tháng 5 năm 1687, một đội quân Nga gồm khoảng 90.610 binh sĩ, do knyaz Vasily Golitsyn chỉ huy đã rời Okhtyrka trên Phòng tuyến Belgorod. Vào ngày 2 tháng 6, hội quân với họ là khoảng 50.000 người Cossack tả ngạn dưới quyền chỉ huy của hetman Ivan Samoilovich tại cửa sông Samora, cũng là nơi sông Dnepr đổi hướng phía nam. Trong cái nóng của mùa hè, 140.000 người, 20.000 xe ngựa và 100.000 con ngựa đã lên đường xuôi theo bờ đông của Dnepr. Lực lượng đông đảo xuất phát quá muộn và có lẽ tổ chức kém nên mỗi ngày chỉ đi được khoảng 10 km. Khi người Nga đến sông Konskiye Vody trên đoạn sông Dnepr chảy về phía tây, họ phát hiện ra rằng người Tatar đã đốt cháy thảo nguyên (họ đã lên kế hoạch sử dụng cỏ thảo nguyên để cho ngựa ăn). Sau vài ngày hành quân trên vùng đất cỏ cháy, ngựa của họ kiệt sức, họ thiếu nước và cách mục tiêu của họ tại Perekop 130 dặm. Tuy nhiên, Golitsyn đã xây dựng một thành trì tại Novobogoroditskoe ven ngã ba sông Dnepr và Samara. Vào ngày 17 tháng 6, họ quyết định quay trở lại. (Ivan Samoilovich bị đem làm vật tế thần và bị Ivan Mazepa thay thế.)

## Chiến dịch thứ nhì
Tháng 2 năm 1689, 112.000 quân Nga và 350 khẩu súng lên đường. Vào ngày 20 tháng 4, họ hội quân tại Novobogoroditskoye với 30-40.000 người Cossack dưới quyền Mazepa. Họ đi theo lộ trình năm 1687, nhưng hành quân thành sáu đội hình riêng biệt và tận dụng thời gian tốt hơn. Đến ngày 3 tháng 5, họ đã đến điểm mà đoàn viễn chinh năm 1687 phải quay trở lại. Vào ngày 15 và 16 tháng 5, họ bị người Tatar Krym tấn công gần Zelenaya Dolina và Chernaya Dolina. Người Krym thể hiện khá tốt nhưng vẫn bị đẩy lùi trước các trại phòng ngự và pháo binh của quân Nga. Vào ngày 20 tháng 5, quân Nga đến eo đất Perekop. Golitsyn vô cùng thất vọng khi thấy rằng tất cả cỏ trong khu vực đã bị giẫm nát và không có nguồn nước uống ở phía bắc bán đảo, do đó không thể thực hiện được một cuộc bao vây hoặc phong tỏa lâu dài. Ngoài ra, người Tatar đã đào một hào dài 7 km khiến việc di chuyển pháo binh về phía trước là điều không thể. Ngày hôm sau, Golitsyn ra lệnh cho quân đội của mình quay trở lại.

## Kết quả
Các chiến dịch Krym năm 1687 và 1689 đã chuyển hướng một số lực lượng Ottoman và Krym theo hướng có lợi cho các đồng minh của Nga. Chúng cũng dẫn đến kết thúc liên minh được ký giữa Hãn quốc Krym, Pháp và Imre Thököly vào năm 1683. Tuy nhiên, quân đội Nga  không đạt được mục tiêu ổn định biên giới phía nam của Nga. Kết quả không thành công của các chiến dịch này là một trong những nguyên nhân khiến chính phủ của Sophia Alekseyevna sụp đổ